# 邁澤海傑什
邁澤海傑什是匈牙利的城鎮，位於該國東部，由貝凱什州負責管轄，始建於1784年，面積155.44平方公里，2011年人口5,134，其中約四成居民信奉天主教。

## 外部連結
- State Stud of Mezőhegyes

46°19′N 20°49′E / 46.317°N 20.817°E